# Phantom Minds
«Phantom Minds» es el vigesimoprimer sencillo de la cantante y seiyū Nana Mizuki que fue lanzado el 13 de enero de 2010 bajo la discográfica King Records. El sencillo debutó número uno en la lista semanal de Oricon, convirtiéndose en el primer seiyū en debutar número uno con un sencillo en las listas.

## Lista de pistas
1. "Phantom Minds"
  - Letras: Nana Mizuki
  - Composición: Eriko Yoshiki
  - Arreglos: Jun Suyama
  - Tema de apertura para la película de anime Mahō Shōjo Lyrical Nanoha The Movie 1st
2. "Don't be long"
  - Letras: Toshirō Yabuki
  - Composición: Toshirō Yabuki
  - Arreglos: Toshirō Yabuki
  - Canción incidental para la película de anime Mahō Shōjo Lyrical Nanoha The Movie 1st
3. "Song Communication"
  - Letras: Yūmao
  - Composición: Hitoshi Fujima (Elements Garden)
  - Arreglos: Hitoshi Fujima (Elements Garden)
4. "Jūjika no spread" (十字架のスプレッド?)
  - Letras: Chiyomaru Shikura
  - Composición: Chiyomaru Shikura
  - Arreglos: Daisuke Kikuta (Elements Graden)
  - Tema principal del juego arcade Shining Force Cross

## Listas
Lista de ventas de Oricon (Japón)
| Lanzamiento         | Lista         | Posición máxima | En lista  | Ventas | Ventas totales |
| ------------------- | ------------- | --------------- | --------- | ------ | -------------- |
| 13 de enero de 2010 | Lista diaria  | 1               |           | 15.302 | 89.395         |
| 13 de enero de 2010 | Lista semanal | 1               | 7 semanas | 53.970 | 89.395         |
| 13 de enero de 2010 | Lista mensual | 5               |           | 78.944 | 89.395         |
| 13 de enero de 2010 | Lista anual   |                 |           |        | 89.395         |